# A Collection of Hits 1970-1978
A Collection of Hits 1970-1978 è una raccolta di Ringo Starr pubblicata solamente in Germania nel 1978, con il numero di serie C 062-14362.

## Tracce
Lato A
1. Beaucoups of Blues - 2:33
2. It Don't Come Easy - 3:01
3. Back Off Boogaloo - 3:21
4. Photograph - 3:58
5. You're Sixteen - 2:50
6. Oh My My - 4:17
7. Only You - 3:16

Lato B
1. No No Song - 2:30
2. Snookeroo - 3:23
3. Goodnight Vienna - 2:50
4. A Dose of Rock 'n' Roll - 3:24
5. Hey! Baby - 3:10
6. Drowning in the Sea of Love - 5:08
7. Who Need a Heart - 3:48[1]